# Kubachy
Kubachy – część wsi Radawa w Polsce położona w województwie podkarpackim, w powiecie jarosławskim, w gminie Wiązownica, w sołectwie Radawa.
W latach 1975–1998 miejscowość położona była w województwie przemyskim.
Kubachy są położone od zachodniej strony Radawy, w pobliżu Lubaczówki, i obejmują 1 dom. 